# Europawijk (Haarlem)
Europawijk is een wijk in het stadsdeel Schalkwijk van de gemeente Haarlem, de hoofdstad van de Nederlandse provincie Noord-Holland.  
In Europawijk wonen ongeveer 9500 inwoners.
De wijk ligt in het noordwesten van Schalkwijk en grenst aan een belangrijke vervoersader van Haarlem, de Europaweg. Deze weg verbindt Haarlem Centrum met Haarlem Schalkwijk. Over deze weg rijdt ook de belangrijke buslijn 300 (Haarlem - Amsterdam, voorheen bekend als de Zuidtangent). Op de Schipholweg aangrenzend aan Europaweg, wordt nu een busstation gebouwd.
Ook grenst aan de Europawijk het Engelandpark. Dit park ligt vlak bij het Haarlemse Spaarne. De namen van de straten en lanen in Europawijk hebben bijpassende namen gekregen, zoals de Laan van Parijs, de Frankrijklaan en de Engelandlaan.

## Buurten in Europawijk
- Romolenpolder-west
- Kruidenbuurt
- Landenbuurt
- Schoolenaer
- De Eenhoorn
- Stedenbuurt-oost
- Stedenbuurt-west